# Nagelschmidtita
La nagelschmidtita és un mineral de la classe dels silicats. Rep el nom en honor de Guenther Nagelschmidt (Alemanya - 19 de juliol de 1980), químic i mineralogista, qui va fer el primer informe de la fase en una escòria. Va treballar al Safety in Mines Research Establishment, estudiant la pols dels minerals com un perill per als miners del carbó i altres materials.

## Característiques
La nagelschmidtita és un silicat de fórmula química Ca₇(SiO₄)₂(PO₄)₂. Cristal·litza en el sistema hexagonal.
Segons la classificació de Nickel-Strunz, la nagelschmidtita pertany a «09.HA - Silicats sense classificar, amb alcalins i elements terra-alcalins» juntament amb els següents minerals: ertixiïta, kenyaïta, wawayandaïta, magbasita, afanasyevaïta, igumnovita, rudenkoïta, foshallasita, caryocroïta, juanita, tacharanita, oyelita, denisovita i tiettaïta.

## Formació i jaciments
Va ser descoberta a la Formació Hatrurim, al Nègueb (Israel). També ha estat descrita a Nabi Musa (Palestina) i al mont Karnasurt (óblast de Múrmansk, Rússia). Aquests tres indrets són els únics de tot el planeta on ha estat descrita aquesta espècie mineral.